# Charles Briot
Charles Auguste Briot (St Hippolyte, Doubs, Franco Condado, Francia, 19 de julio de 1817 - Bourg-d'Ault, Francia, 20 de septiembre de 1882) fue un matemático francés que trabajó en funciones elípticas. La Academia de Ciencias de Francia le otorgó el Premio Poncelet en 1882.

## Semblanza
Hijo de un curtidor, Charles Briot ingresó en la École normale en 1838, y al año siguiente trabó amistad con Jean-Claude Bouquet. En 1841, se le otorgó el primer premio "ex-aequo" con Joseph Louis François Bertrand en el primer concurso de agregación de matemáticas de la escuela secundaria. Obtuvo el doctorado en ciencias en 1842, su tesis se centra en la órbita de un sólido aislado alrededor de un punto fijo.
Nombrado primer profesor de matemáticas en el Liceo de Orleans, se incorporó posteriormente como profesor de astronomía en la Facultad de Ciencias de Lyon, donde coincidió de nuevo con Claude Bouquet. También dirigió un pequeño observatorio en Lyon. En 1851, Briot fue nombrado profesor de clase especial de matemáticas en el Colegio Bourbon (actualmente liceo Condorcet), y posteriormente en el colegio Saint-Louis. Bouquet le sucedió en Bourbon. Se convirtió simultáneamente en profesor suplente en la Escuela Politécnica y en la Facultad de Ciencias de París. En 1855 fue nombrado profesor de mecánica y astronomía en la Escuela Normal Superior, y en 1870 sucedió a Gabriel Lamé en la Cátedra física matemática de la Facultad de Ciencias de París.
Era suegro de Éleuthère Mascart.

## Publicaciones
Publicó varios tratados con Bouquet sobre funciones elípticas y funciones abelianas. También publicó trabajos sobre física matemática:
- Ensayo sobre la teoría matemática de la luz (enlace roto disponible en Internet Archive; véase el historial, la primera versión y la última).
- Teoría Mecánica del Calor, de su conferencia dada en la Facultad de Ciencias de París durante el año 1867-1868.

## Eponimia
- Ideó una fórmula para la dispersión lumínica, la fórmula de Briot.